# Svarthuvad saltator
För fågelarten Saltator atriceps, se svartkronad saltator.
Svarthuvad saltator (Saltator nigriceps) är en fågel i familjen tangaror inom ordningen tättingar.

## Utbredning och systematik
Fågeln förekommer i fuktiga bergsskogar i södra Ecuador och nordvästra Peru. Den behandlas som monotypisk, det vill säga att den inte delas in i några underarter.

### Familjetillhörighet
Tidigare placerades Saltator i familjen kardinaler. DNA-studier visar dock att de tillhör tangarorna.

## Status
Arten har ett relativt litet utbredningsområde. Beståndsutvecklingen är oklar, men den tros inte minska tillräckligt kraftigt för att anses vara hotad. IUCN kategoriserar arten som livskraftig.